# Agneta Rosenbröijer
Agneta Rosenbröijer, född 1620, död 11 september 1697, var en finländsk företagsledare och adelsdam. Hon var en av de mest färgstarka lokalfigurerna i Viborg under 1600-talet, känd för sin stolthet, temperament och fejder. Många historier berättas om hennes olika fejder i lokalsamhället.
Hon var dotter till borgaren Tönnies Antonius Bröijer, borgmästare i Viborg. 1640 gifte hon sig med kramhandlaren Anders Skarpenberg, med vilken hon fick en son. Agneta fick namnet Rosenbröijer då hennes far adlades till detta namn 1647, vilket gjorde också henne adlig. 
Vid makens död 1652 tog hon över makens handelshus. Hon tillhörde de få borgare i Viborg som på denna tid bedrev utrikeshandel. 1655 gifte hon sig med den nyadlade kaptenen Peter von Gertten, med vilken hon fick sex barn. Maken lämnade dock landet samma år för att tjänstgöra i Polen. Maken återvände till Viborg 1661 och paret väckte sedan uppseende med sin extravaganta livsstil och tillhörde Viborgs mera framträdande personligheter. De köpte 1663 Ahijärvi säteri för att ha en herrgård i enlighet med sin ställning, men hon fortsatte att sköta handelshuset. 1666 fick paret hennes morbror Johan Cröells gård i gåva på villkor att de tog hand om honom till hans död. 
Efter makens död 1671 fick hon betala skulderna för parets överdådiga livsstil och krävdes på stora belopp, samtidigt som hon försökte få ut makens innestående lön från staten, vilket drog in henne i åratal av processer. Reduktionen 1683 förvärrade situationen, och 1685 fick hon slutligen inkomsten från några hemman av kungen för sin försörjnings skull.